# Coupe d'Arménie de football 1992
Navigation
Coupe d'Arménie 1993
La Coupe d'Arménie 1992 est la 1re édition de la Coupe d'Arménie depuis l'indépendance du pays. Elle prend place entre le 4 avril et le 28 mai 1992.
Trente-et-une équipes participent à la compétition, incluant vingt-trois des clubs de la première division 1992, à l'exception du Nig Aparan (en), auxquels s'ajoutent huit équipes du deuxième échelon.
La compétition est remportée par le Banants Kotayk qui s'impose contre l'Homenetmen Erevan à l'issue de la finale pour gagner sa première coupe nationale.

## Seizièmes de finale
Les rencontres de ce tour sont disputées les 4 et 6 avril 1992. Le Malatia Erevan (en) est directement qualifié pour le tour suivant.
| Date           | Locaux                    | Score                | Visiteurs                       |
| -------------- | ------------------------- | -------------------- | ------------------------------- |
| 4-6 avril 1992 | Nairi Erevan (en) (D1)    | 2 - 3 ap             | (D1) Syunik Kapan               |
| 4-6 avril 1992 | Hachn FC (D2)             | 1 - 12               | (D1) Ararat Erevan              |
| 4-6 avril 1992 | FC Ararat (D2)            | 0 - 6                | (D1) Banants Kotayk             |
| 4-6 avril 1992 | Almast Erevan (D2)        | 0 - 9                | (D1) Kilikia Erevan             |
| 4-6 avril 1992 | Karin Erevan (D2)         | 3 - 2                | (D1) Araks Armavir (en)         |
| 4-6 avril 1992 | Debed Alaverdi (en) (D1)  | 1 - 7                | (D1) Lori Vanadzor              |
| 4-6 avril 1992 | Urmia Masis (D2)          | 0 - 6                | (D1) Shirak Gyumri              |
| 4-6 avril 1992 | Kanaz Erevan (en) (D1)    | 1 - 1 ap (5 - 4 tab) | (D1) Zoravan Yeghvard (en)      |
| 4-6 avril 1992 | Moush Charentsavan (D2)   | 0 - 7                | (D1) ASS-SKIF Erevan            |
| 4-6 avril 1992 | Alashkert Martuni (D1)    | 1 - 0                | (D1) Shengavit Erevan (en)      |
| 4-6 avril 1992 | Kasakh Ashtarak (en) (D1) | 1 - 3                | (D1) Homenetmen Erevan          |
| 4-6 avril 1992 | Impuls Dilidjan (D1)      | 2 - 1                | (D1) Aznavour Noyemberian (en)  |
| 4-6 avril 1992 | Akhtamar Sevan (en) (D1)  | 1 - 8                | (D1) Kotayk Abovian             |
| 4-6 avril 1992 | Lernagorts Vardenis (D2)  | Forfait              | (D1) Van Erevan (en)            |
| 4-6 avril 1992 | FC Artachat (en) (D2)     | Forfait              | (D1) Zvartnots Etchmiadzin (en) |

## Huitièmes de finale
Les rencontres de ce tour sont disputées les 14 et 16 avril 1992.
| Date             | Locaux               | Score | Visiteurs                       |
| ---------------- | -------------------- | ----- | ------------------------------- |
| 14-16 avril 1992 | Syunik Kapan (D1)    | 0 - 1 | (D1) Homenetmen Erevan          |
| 14-16 avril 1992 | Ararat Erevan (D1)   | 0 - 2 | (D1) Banants Kotayk             |
| 14-16 avril 1992 | ASS-SKIF Erevan (D1) | 0 - 1 | (D1) Alashkert Martuni          |
| 14-16 avril 1992 | Kilikia Erevan (D1)  | 6 - 0 | (D1) Malatia Erevan (en)        |
| 14-16 avril 1992 | Van Erevan (en) (D1) | 5 - 1 | (D2) Karin Erevan               |
| 14-16 avril 1992 | Lori Vanadzor (D1)   | 1 - 2 | (D1) Zvartnots Etchmiadzin (en) |
| 14-16 avril 1992 | Shirak Gyumri (D1)   | 7 - 1 | (D1) Kanaz Erevan (en)          |
| 14-16 avril 1992 | Kotayk Abovian (D1)  | 7 - 0 | (D1) Impuls Dilidjan            |

## Quarts de finale
Les matchs aller sont disputés le 27 avril 1992, et les matchs retour les 6 et 7 mai suivants.
| Équipe 1             | Score  | Équipe 2                        | Aller | Retour |
| -------------------- | ------ | ------------------------------- | ----- | ------ |
| Kotayk Abovian (D1)  | 2 - 2E | (D1) Homenetmen Erevan          | 1 - 2 | 1 - 0  |
| Banants Kotayk (D1)  | 2 - 1  | (D1) Kilikia Erevan             | 2 - 1 | 0 - 0  |
| Van Erevan (en) (D1) | 7 - 1  | (D1) Zvartnots Etchmiadzin (en) | 2 - 0 | 5 - 1  |
| Shirak Gyumri (D1)   | 11 - 2 | (D1) Alashkert FC               | 4 - 0 | 7 - 2  |

## Demi-finales
Les matchs aller sont disputés le 18 mai 1992, et les matchs retour quatre jours plus tard le 22 mai.
| Équipe 1               | Score | Équipe 2            | Aller | Retour |
| ---------------------- | ----- | ------------------- | ----- | ------ |
| Homenetmen Erevan (D1) | 3 - 2 | (D1) Shirak Gyumri  | 3 - 0 | 0 - 2  |
| Van Erevan (en) (D1)   | 2 - 6 | (D1) Banants Kotayk | 1 - 4 | 1 - 2  |

## Finale
Disputée le 28 mai 1992 au stade Hrazdan d'Erevan, la finale de cette première édition oppose le Banants Kotayk à l'Homenetmen Erevan. Alors que les deux équipes se neutralisent pendant une grande partie du temps réglementaire, la situation finit par se décanter à dix minutes du terme lorsqu'Ara Nigoyan (en) donne l'avantage au Banants à la 79e minute avant qu'Ashot Avetisyan ne porte le score à 2-0 huit minutes plus tard, permettant au club de Kotayk de l'emporter.
| Entraîneur :            |
| Varuzhan Sukiasyan (en) |

| Entraîneur :      |
| Khoren Oganessian |

| Entraîneur :            |
| Varuzhan Sukiasyan (en) |

| Entraîneur :      |
| Khoren Oganessian |